# Martin Faulstich

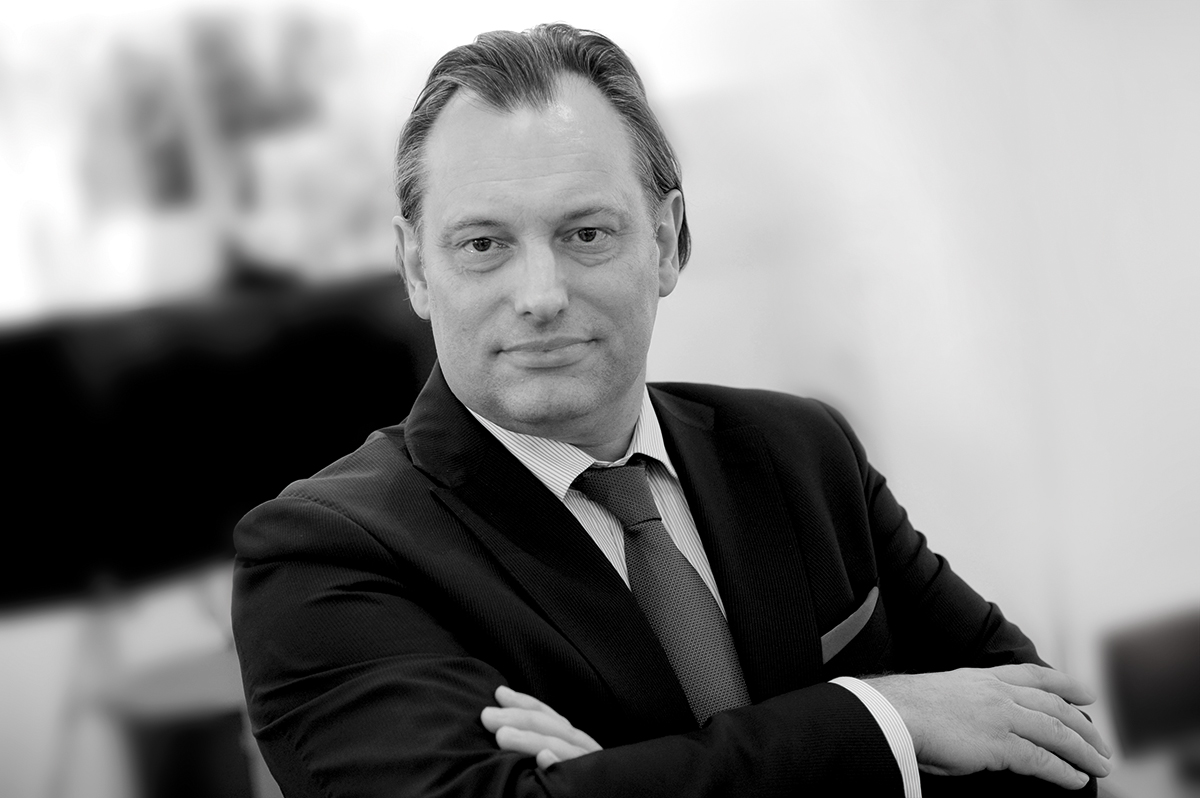
Martin Faulstich

Martin Faulstich (* 13. Juli 1957 in Hagen) ist ein deutscher Ingenieurwissenschaftler und Politikberater. Er war Professor für Umwelt- und Energietechnik an der Technischen Universität Clausthal sowie ehemaliger Vorsitzender des Sachverständigenrates für Umweltfragen. Von 2013 bis 2017 war er als Geschäftsführer der CUTEC GmbH in Clausthal-Zellerfeld tätig. Seit 2018 ist er Vorstand des INZIN Instituts für die Zukunft der Industriegesellschaft in Düsseldorf. Im Juni 2020 wurde er auf den Lehrstuhl für Ressourcen- und Energiesysteme der TU Dortmund berufen.

## Wissenschaftliche Laufbahn
Nach dem Studium des Maschinenbaus und der Verfahrenstechnik in Düsseldorf und Aachen promovierte Martin Faulstich 1992 in Umwelttechnik an der Technischen Universität Berlin. 1994 wurde er Professor für Abfallwirtschaft an der Technischen Universität München in Garching, von 2003 bis 2012 hatte Martin Faulstich den Lehrstuhl für Rohstoff- und Energietechnologie inne, zugleich war er Gründungsdirektor des Wissenschaftszentrums Straubing. Faulstich hatte zudem Gastprofessuren an der Montanuniversität Leoben, Österreich (1995/1996), McGill University, Montreal, Kanada (1999) und am Institute for Advanced Sustainability Studies (IASS), Potsdam (2012) inne. Von 2013 bis 2020 war er Lehrstuhlinhaber für Umwelt- und Energietechnik an der TU Clausthal. Seit Juni 2020 ist er Inhaber des Lehrstuhls für Ressourcen- und Energiesysteme an der TU Dortmund. Im August 2023 wurde er von der TU Dortmund zum Seniorprofessor ernannt und mit der wissenschaftlichen Leitung für die neu einzurichtenden Studiengänge auf dem EUREF-Campus Düsseldorf beauftragt.
Von 2000 bis 2012 war er Vorstand und wissenschaftlicher Leiter des ATZ Entwicklungszentrums in Sulzbach-Rosenberg, einer Nachfolgeeinrichtung der Klöckner Stahlforschung. Das ATZ wurde nach der erfolgreichen Neuausrichtung in die Fraunhofer-Gesellschaft aufgenommen. Zudem hat er das Fraunhofer Centrum für Energiespeicherung (CES) initiiert.
Er war von 2008 bis 2016 Vorsitzender (seit 2006 Mitglied) des Sachverständigenrates für Umweltfragen (SRU), dem wichtigsten Beratungsgremium der Bundesregierung für Umweltfragen.
2009 erhielt er den Ruf als Präsident des renommierten Wuppertal Instituts für Umwelt, Klima und Energie, den er jedoch nicht annahm und an der TU München blieb.
Von 2013 bis 2017 war Faulstich Geschäftsführer des Clausthaler Umwelttechnik-Instituts (CUTEC) in Clausthal-Zellerfeld, das jedoch wirtschaftlich wenig erfolgreich war und immer mehr rote Zahlen schrieb, bis es schließlich zum Sanierungsfall wurde. Als Ursache für das Minus, welches im Jahr 2015 den Betrag von 920.000 Euro erreichte, wurde im politischen Raum vornehmlich der Geschäftsführer und die falsche Ausrichtung des Instituts gesehen. Allerdings mussten bereits in den Jahren 2010 und 2011 Liquiditätshilfen des Landes Niedersachsen in Anspruch genommen werden und das Institut hatte bereits 2011 einen Verlust von mehr als 641.000 Euro geschrieben. 2017 gab Faulstich die Geschäftsführung an Martin Eberhardt ab, der die Überführung in die TU Clausthal kaufmännisch unterstützte.
Im Jahr 2014 wurde Faulstich zum Forschungsbereichskoordinator für Energiesysteme und Prozessenergietechnik am seinerzeitigen Energie-Forschungszentrum Niedersachsen (EFZN) der TU Clausthal ernannt.
An der TU Dortmund wurde Faulstich in folgende Beiräte berufen:
- Strategie- und Forschungsrat[14]
- Beirat Studium Oecologicum[15]
- Transferbeirat des CET Centrums für Entrepreneurship und Transfer[16][17]

Zudem wurde er in den Wissenschaftlichen Beirat der TU-Campus EUREF gGmbH in Berlin berufen.
Seit 2018 ist Faulstich Vorstand des INZIN Instituts für die Zukunft der Industriegesellschaft in Düsseldorf. Seit 2020 leitet er das Unternehmensnetzwerk im Kompetenznetzwerk Umweltwirtschaft des Landes Nordrhein-Westfalen (KNUW).
Faulstich ist berufenes ordentliches Mitglied in der Akademie für Raumentwicklung in der Leibniz-Gemeinschaft (ARL), der Akademie für Geowissenschaften und Geotechnologien, der Bayerischen Akademie Ländlicher Raum sowie Mitglied in verschiedenen Kuratorien und Beiräten, u. a. ifo Institut für Wirtschaftsforschung, Potsdam-Institut für Klimafolgenforschung, Internationales Staatliches Ökologisches Sacharow-Institut, Environment and Water Research Institute (NEWRI, Nanyang Technological University Singapur), beim International Scientific Board des AdMas Centers (Tschechische Republik, Technische Universität Brünn) und des FiW Forschungsinstituts für Wasserwirtschaft und Klimazukunft an der RWTH Aachen.

## Forschungsgebiete
Im Fokus von Faulstichs Arbeiten stehen Strategien und Konzepte für eine nachhaltige Industriegesellschaft. Sein Lehrstuhl analysiert technische Wertschöpfungsketten, entwickelt Prozesse zur Erzeugung und Nutzung von regenerativen Rohstoffen und Energieträgern (Wasserstoff, Methan, Methanol) und untersucht Verfahren zum Recycling von Sekundärrohstoffen aus Rückständen von Vergärungs- und Verbrennungsprozessen (Metalle, Phosphor).
Faulstich hat in der Zeit als Vorsitzender des Sachverständigenrats für Umweltfragen der Bundesregierung maßgeblich die Diskussionen für eine vollständig regenerative Energieversorgung sowie für einen schrittweisen Ausstieg aus der Kohleverstromung im Konsens geprägt.
Derzeit baut er mit mehreren Unternehmen in Düsseldorf eine Denkfabrik zur Zukunft der Industriegesellschaft auf, in dem von Stipendiaten Modelle und Szenarien für die Gestaltung des Strukturwandels erarbeitet werden.

## Forschungsverbünde
Faulstich hat zahlreiche Forschungsverbünde initiiert, geleitet oder begutachtet.
Er war Sprecher von mehreren Bayerischen Forschungsverbünden:
- BayForrest Bayerischer Forschungsverbund Abfallbehandlung und Reststoffverwertung[28][29]
- ForLayer Bayerischer Forschungsverbund Entwicklung innovativer Schichten zur Verschleißreduktion an Werkzeugen bei komplexen Belastungen[30][31]
- ForEta Bayerischer Forschungsverbund Energieeffiziente Technologien und Anwendungen[32][33]
- BayReChem 2050 Graduiertenkolleg Bereitstellung und Nutzung regenerativer Ressourcen für die chemische Industrie in Bayern bis zum Jahr 2050[34]

sowie Sprecher der Arbeitsgemeinschaft der Bayerischen Forschungsverbünde ABayFor.
Zudem hat er für das Bundesministerium für Bildung und Forschung (BMBF) verschiedene Funktionen im Rahmen der Fördermaßnahmen Innovative Technologien für Ressourceneffizienz wahrgenommen:
- r2 Rohstoffintensive Produktionsprozesse, Vorsitzender des Strategischen Sachverständigenkreises[35]
- r3 Strategische Metalle und Mineralien, Vorsitzender des Strategischen Sachverständigenkreises[36]
- r4 Bereitstellung wirtschaftsstrategischer Rohstoffe, Verbundkoordinator
- ReziProk Ressourceneffiziente Kreislaufwirtschaft, Co-Vorsitzender Gutachtergremium
- Zukunftscluster-Initiative (Clusters4Future), Mitglied der Jury[37]

Nordrhein-Westfalen
- Leitmarktwettbewerb Energie-/Umweltwirtschaft NRW, Vorsitz Gutachtergremium

## Gremien und Beiräte
- Co-Vorsitzender der Ressourcenkommission am Umweltbundesamt[38]
- Co-Leitung Arbeitskreis Metalle der Dialogplattform Recyclingrohstoffe bei der Deutschen Rohstoffagentur[39]
- Vice Chairman der CEC4Europe Circular Economy Coalition for Europe, in Wien[40]
- Vorstand des INZIN Instituts[41]
- Stiftungsrat der Daimler und Benz Stiftung[42]
- Kurator des Ifo Instituts für Wirtschaftsforschung München[43]
- Wissenschaftlicher Beirat des Potsdam-Instituts für Klimafolgenforschung[44]
- Präsidium der Deutschen Gesellschaft für Abfallwirtschaft[45]
- Stellvertretender Beiratsvorsitzender des VDI Zentrums Ressourceneffizienz[46]
- Beirat des Hamburg Institute for Innovation, Climate Protection, and Circular Economy (HiiCCE)[47]
- Mitglied des Kuratoriums der Stiftung Energie & Klimaschutz, Karlsruhe[48]

## Auszeichnungen
- Gert-von-Kortzfleisch-Preis 2021 der Deutschen Gesellschaft für System Dynamics (zusammen mit Simon Glöser-Chahoud, Johannes Hartwig, I. David Wheat)[49]
- Urban Mining Award 2014[50] für Wissenschaft und Technik im Rahmen des 5. Urban Mining Kongress 2014[51]
- Kulturpreis 2010 der Stadt Sulzbach-Rosenberg[52]
- Umweltpreis 2008 der E.ON AG Bayern (zusammen mit Karl Sommer)[53]
- Auszeichnung meistgelesener Experte 2007, online-Wissensportal ask-eu.de
- Bayerisches Leitprojekt Auszeichnung 2003, Kompetenzzentrum Umwelt
- Innovationspreis Berlin-Brandenburg 1992

## Publikationen
Bücher
- als Hrsg. zus. mit Karl E. Lorber: Ganzheitlicher Umweltschutz. S. Hirzel, Stuttgart 1990, ISBN 978-3-8047-1077-1.
- zus. mit Peter Dreher, Werner Schenkel, Peter Knauer: Abfallwirtschaft und Umwelt. Reihe Umweltschutz – Grundlagen und Praxis. Bd. 13. Economica Verlag, Bonn 1998, ISBN 978-3-87081-602-5.
- als Hrsg. zus. mit Gerold Dimaczek: 20 Jahre ATZ Entwicklungszentrum. Dorner PrintConcept, Sulzbach-Rosenberg 2010, ISBN 978-3-9810391-5-3.
- als Hrsg. zus. mit Peter Kurth, Anno Oexle: Praxishandbuch Kreislauf- und Rohstoffwirtschaft. Springer Vieweg, Wiesbaden 2022, ISBN 978-3-658-17044-8.

Artikel
- 35 Jahre Entsorgungswirtschaft – Wo müssen wir noch hin? Entsorga, 36 (2017) Nr. 10, S. 11–16.
- Wege zu einer nachhaltigen Industriegesellschaft. Umweltbundesamt, Bundesministerium für Umwelt, Naturschutz, Bau und Reaktorsicherheit. (Hrsg.): Übergang in eine Green Economy: Systemische Hemmnisse und praktische Lösungsansätze. Reihe Umwelt, Innovation, Beschäftigung 02/2017 ISSN 1865-0538, Dessau-Roßlau 2017, S. 103–114, online.
- zus. mit Jan Henning Seelig, Mechthild Baron, Torsten Zeller: Ressourcen- und Klimaschutz durch Kreislaufwirtschaft, in: Martin Kranert (Hrsg.): Einführung in die Kreislaufwirtschaft: Planung – Recht – Verfahren. Springer Vieweg, Wiesbaden 2017, S. 47–64.
- mit Esther Thiébaud-Müller, Lorenz M. Hilty, Mathias Schluep, Rolf Widmer: Service lifetime, storage time and disposal pathways of electronic equipment: a Swiss case study. In: Journal of Industrial Ecology, Volume 22, Issue 1, February 2018, S. 196–208, doi:10.1111/jiec.12551
- mit Esther Thiébaud-Müller, Lorenz M. Hilty, Mathias Schluep: Use, storage and disposal of electronic equipment in Switzerland. Environ. Sci. Technol., 2017, 51 (8), S. 4494–4502, doi:10.1021/acs.est.6b06336
- mit Simon Glöser, LuisTercero Espinoza, Carsten Gandenberger: Raw material criticality in the context of classical risk assessment. In: Resources Policy, Volume 44, June 2015, S. 35–46. doi:10.1016/j.resourpol.2014.12.003
- mit Simon Glöser-Chahoud, Luis Tercero Espinoza, Rainer Walz: Taking the step towards a more dynamic view on raw material criticality: An indicator based analysis for Germany and Japan. In: Resources 5 (2016), Nr. 4, Art. 45, ISSN 2079-9276
- mit Simon Glöser-Chahoud, Johannes Hartwig, David Wheat: The cobweb theorem and delays in adjusting supply in metals’ markets. In: System dynamics review 32 (2016), Nr. 3–4, S. 279–308, doi:10.1002/sdr.1565, ISSN 0883-7066, ISSN 1099-1727
- mit Jan Henning Seelig, Thore Stein, Torsten Zeller: Möglichkeiten und Grenzen des Recycling. In: Karl J. Thomé-Kozmiensky, Daniel Goldmann (Hrsg.): Recycling und Rohstoffe, Bd. 8, TK Verlag, Neuruppin 2015, ISBN 978-3-944310-20-6, S. 55–69.
- mit Esther Müller, Lorenz M. Hilty, Rolf Widmer, Mathias Schluep: Modeling Metal Stocks and Flows: A Review of Dynamic Material Flow Analysis Methods. In: Environmental Science & Technology 48, Issue 4, (2014), 2102–2113, doi:10.1021/es403506a.
- mit Bernd Rohowsky, Thomas Häßler, Arne Gladis, Edgar Remmele, Doris Schieder: Feasibility of simultaneous saccharification and juice co-fermentation on hydrothermal pretreated sweet sorghum bagasse for ethanol production. In: Applied Energy 102, (2013), S. 211–219, doi:10.1016/j.apenergy.2012.03.039.
- mit Michaela Kolb, Volker Sieber, Manfred Amann, Doris Schieder: Removal of monomer delignification products by laccase from Trametes versicolor. In: Bioresource Technology 104, (2012), S. 298–304, doi:10.1016/j.biortech.2011.11.080.
- mit H. Höfling, A. Leipprand, M. Sterner, N. Gerhardt, C. Pape, Y.-M. Saint-Drenan, O. Hohmeyer: 100 % regenerativ – Wie lange vertragen sich konventionelle und erneuerbare Energien auf dem Weg zur komplett regenerativen Stromversorgung? In: BWK Das Energie-Fachmagazin, Band 62, Heft 10, 2010, S. 14–19 (PDF).
- mit J. Ellenrieder, D. Schieder, W. Mayer: Combined mechanic-enzymatic pretreatment for an improved substrate conversion when fermenting biogenic resources In: Engineering in Life Sciences, Vol. 10, No. 6, 2010, S. 544–551, doi:10.1002/elsc.201000078.
- M. Mocker, M. Köglmeier, A. Leipprand, M. Faulstich: Perspektiven für eine ressourceneffiziente Industriegesellschaft. In: Chemie Ingenieur Technik, Band 82, Heft 11, 2010, S. 1881–1891, doi:10.1002/cite.201000125.
- mit D. Bendix, G. Tegeder, P. Crimmann, J. Metschke: Development of thermal sprayed layers for high temperature areas in waste incineration plants. In: Materials and Corrosion, Vol. 59, No. 5, 2008, S. 389–392, doi:10.1002/maco.200804120.
- mit G. Weber-Blaschke, R. Mosandl: History and Mandate of Sustainability. From Local Forestry to Global Policy. In: P. A. Wilderer, E. Schroeder, H. Kopp (Hrsg.): The Sustainability Axiom in the Light of the World Cultures. Wiley Publishers, Weinheim 2005, S. 5–19.
- mit O. Christ, P. A. Wilderer: Mathematical Modelling of the hydrolysis of anaerobic processes. In: Water Science and Technology, Vol. 41, Nr. 3, 2000, S. 61–65 (Abstract)